# William Kenrick (1831-1919)
Pour les articles homonymes, voir William Kenrick (homonymie).
William Kenrick (8 juin 1831 - 31 juillet 1919) est un maître de forges anglais et un fabricant de quincaillerie. Il est un homme politique du Parti unioniste libéral qui est actif dans le gouvernement local de Birmingham et siège à la Chambre des communes de 1885 à 1899.

## Biographie
Kenrick est né à West Bromwich, Staffordshire, le fils d'Archibald Kenrick (1798–1878), un maître de forge, et de sa femme, Anne Paget (1798–1864). Il devient administrateur de l'entreprise familiale Archibald Kenrick &amp; Sons.
Il est également engagé dans la politique locale, devenant conseiller municipal en 1870, adjoint en 1872 et maire de Birmingham de 1877 à 1878. Aux élections générales de 1885, il devient député de Birmingham North. Il occupe le siège jusqu'à ce qu'il démissionne en 1899 lorsqu'il devient conseiller privé. En 1911, il reçoit le titre honorifique de liberté de la ville de Birmingham .
Kenrick s'intéresse à l'éducation et aux arts. Il est gouverneur de la King Edward's School de Birmingham et est étroitement lié au mouvement Arts and Crafts. Il est président du comité du musée et de l'école des arts et reçoit la visite de William Morris en 1880 . En 1895, il devient directeur de la Birmingham Guild of Handicraft lorsqu'elle devient une société à responsabilité limitée.
Kenrick est décédé à son domicile, The Grove, Park Lane, Harborne, Edgbaston, Warwickshire. Le lambris d'une pièce de sa maison se trouve au Victoria and Albert Museum de Londres.

## Mariage et relations familiales
Le 26 août 1862, Kenrick épouse Mary Chamberlain (1838-1918), la sœur de Joseph, à l'Union Chapel, Islington. Sa sœur Harriet épouse Joseph Chamberlain en juillet 1861 ; ils sont les parents de l'homme d'État Austen Chamberlain. Après la mort de Harriet en 1863, Chamberlain épouse la cousine de Harriet et William, Florence Kenrick, en 1868. Joseph et Florence sont les parents du premier ministre Neville Chamberlain.
- Cicely Kenrick (1869–1950), épouse Ernest Debenham le 8 novembre 1892.
- Millicent Mary Kenrick (1871–1932), épouse Claude Gerald Napier-Clavering le 30 juillet 1897; mère de l'acteur Alan Napier
- Wilfred Byng Kenrick (en) (1872–1962), épouse sa cousine, Norah Beale, le 24 juillet 1906 ; plus tard Lord Maire de Birmingham
- Gerald William Kenrick (1876–1953), épouse sa cousine, Ruth Chamberlain, le 26 avril 1912